# Peter Gunn (film)
Peter Gunn (titlu original: Peter Gunn) este un film american de crimă de televiziune din 1989 regizat de Blake Edwards. A fost creat ca un episod pilot pentru un serial care a fost anulat. Episodul pilot a fost difuzat de ABC la 23 aprilie 1989. Rolurile principale au fost interpretate de actorii Peter Strauss, Peter Jurasik și Barbara Williams.

## Prezentare
Detectivul Peter Gunn este rugat de un șef al mafiei să-l găsească pe ucigașul fratelui unui prieten. Deși lucrează pentru mafie din exterior, Gunn este totuși urmărit de mafioți, polițiști și femei interesate. Povestea se încinge când Gunn găsește informații care sugerează că polițiștii sunt implicați.

## Distribuție
- Peter Strauss - Peter Gunn
- Peter Jurasik - Lt. Jacoby
- Barbara Williams - Edie Hart
- Jennifer Edwards - Maggie
- Pearl Bailey - Mother
- Charles Cioffi - Tony Amatti
- Richard Portnow - Spiros
- Debra Sandlund - Sheila
- Leo Rossi - Det. Russo
- Tony Longo - Sergent Holstead
- Chazz Palminteri - Soldat

## Serial TV
Serialul Peter Gunn care a inspirat filmul a fost difuzat pe NBC din 22 septembrie 1958 până în 1960 și pe ABC în 1960–1961. Serialul a fost creat de Blake Edwards, care, uneori, a fost și scenarist (pentru 39 de episoade) și regizor (pentru nouă episoade).
Episodul pilot a fost difuzat pe ABC la 23 aprilie 1989, dar un nou serial TV Peter Gunn nu a fost comandat. Ideea unei renașteri a seriei a apărut în 1977, când E. Jack Neuman a fost abordat să scrie un scenariu pentru un film TV pentru a-l readuce pe Craig Stevens în rolul titular. Proiectul s-a prăbușit din cauza programului încărcat al lui Blake Edwards. Edwards a anunțat încă o dată o versiune de film TV în 1984, care avea în rolul principal pe Robert Wagner. Acesta a devenit în cele din urmă filmul TV din 1989 cu Peter Strauss.